# Сеоце (Какањ)
Сеоце је насељено мјесто у Босни и Херцеговини у општини Какањ које административно припада Федерацији Босне и Херцеговине. Према попису становништва из 1991. у насељу је живјело 878 становника.

## Становништво
| Националност       | 1991.        | 1981.        | 1971.        |
| Хрвати             | 753 (85,76%) | 697 (85,52%) | 560 (81,99%) |
| Муслимани          | 93 (10,59%)  | 79 (9,69%)   | 123 (18,00%) |
| Срби               | 1 (0,11%)    | 0            | 0            |
| Југословени        | 20 (2,27%)   | 31 (3,80%)   | 0            |
| остали и непознато | 11 (1,25%)   | 8 (0,98%)    | 0            |
| Укупно             | 878          | 815          | 683          |